# 테프누트
테프누트(Tefnut, Tefenet, Tefnet)는 고대 이집트의 습기, 이슬, 비의 여신이다. 그녀는 공기의 신 '슈'의 여동생 이자 아내이며, 하늘의 여신 '누트'와 땅의 신 '게브'의 어머니이다.

## 이름의 어원
고대 이집트어로 '테프누트'라는 이름은 '물'을 뜻하며, 그녀의 이름의 어원이 된 'tfn'이라는 이집트어 동사는 '침을 뱉다'라는 뜻을 가지고 있다. 이는 이집트 신화의 창조신 아툼(혹은 라)가 입을 통해 그녀를 낳았다는 뜻을 내포하고 있다.
여타 대부분의 이집트 신들처럼, 테프누트는 정확한 상징이나 표의문자를 갖고 있지 않다. 그녀의 이름은 't - f - n - t'로 이루어져 있는데, 이 문자들 중 'n' 이 수면에 일렁이는 물결의 뜻을 갖고 있긴 하지만, 이 단어가 실제로 물과 관련되어 사용된 것이 발견된 적은 한번도 없다고 한다.

## 신화
테프누트는 이집트의 창조신 '아툼'의 딸이다. 그녀는 오빠인 '슈'와 결혼하여 누트와 게브를 낳았으며, 오시리스, 세트 등을 손자로 두고 있다. 그녀는 그녀의 아버지, 오빠, 자식들과 함께 헬리오폴리스의 '엔네아드'에 이름을 올리고 있다.
이집트 신화에는 테프누트와 그녀의 오빠인 슈에 대해 다양한 창조 신화가 존재하는데, 모두 그녀가 단위생식과 체액을 통해 만들어졌다는 점은 모든 신화에서 공통적으로 등장하고 있다. 어느 고대 기록에 따르면, 테프누트는 창조신의 재채기 속에서 만들어졌다고도 하며, 창조신의 침 속에서 나왔다는 내용도 있으며, 창조신 '아툼'의 자위하는 과정에서 만들어졌다는 기록 또한 존재한다.

## 외모
테프누트는 용맹한 성격을 가진 여신으로 표현되었기 때문에, 그녀의 외양은 사자의 머리와 인간의 몸이 합쳐져 묘사되는 경우가 많다. 대부분의 경우 그녀는 암사자의 머리를 가진 것으로 표현되지만, 어떤 경우에는 완전히 인간의 모습을 띠기도 한다. 그녀는 거의 모든 기록에서 공통적으로 가발을 쓰고, 태양신의 상징이었던 '우라에우스' 원반을 머리 위에 이고 있는 모습을 가지고 있다.
18,19 왕조에서, 특히 아마르나 시대에 테프누트는 움터오르는 식물이 심겨진 평평한 머리장식을 하고 있는 모습으로 많이 그려졌다. 파라오 '아케나톤'의 어머니 '티예'도 이러한 머리장식을 하고 있는 모습이 많이 그려졌고, 네페르티티의 청색 왕관도 테프누트와의 연관성을 나타내기 위해 만들어졌을 가능성이 높다고 사료된다.

## 기타
테프누트는 암사자 모양의 머리를 갖고 있는데, 이는 '라의 눈'이라는 신성과도 연관이 있는 것으로 보여진다.
암사자로서 그녀는 분노와 용맹의 힘을 갖고 있었고, 그녀는 '슈'와의 다툼 이후 분노로 인해 누비아로 떠나게 되는데, 이후 지혜의 신 '토트'가 그녀를 설득하며 그녀의 분노를 풀 수 있었다고 한다. 초기 '피라미드 텍스트'에 따르면 그녀는 그녀의 음부에서 순수한 물을 만들어 낼 수 있었다고 한다.